# Second Chance (serie de televisión estadounidense)
Second Chance es una serie de televisión estadounidense creada por Rand Ravich. Está inspirado en la novela Frankenstein por Mary Shelley; Frankenstein era un título temprano. El show debutó en línea el 25 de diciembre de 2015, y comenzó a transmitir el 13 de enero de 2016, en Fox. El 29 de enero de 2016, Second Chance se trasladó a los viernes a las 9 p. m. ET/PT, siguiendo las malas calificaciones en sus dos primeros episodios, intercambiando espacios de tiempo y días con Hell's Kitchen.
El 12 de mayo de 2016, Fox canceló la serie después de una temporada.

## Premisa
La serie siguió la vida de Jimmy Pritchard, un exsheriff de 75 años de edad del condado de Los Ángeles corrupto, que es desacreditado y obligado a retirarse, sin embargo después de que Jimmy es asesinado en un robo en la casa de su hijo, Duval Pritchard. Poco después Jimmy es revivido en el cuerpo de un hombre más joven, por los gemelos multimillonarios y bioingenieros Mary Goodwin y Otto Goodwin. Sin embargo a pesar de tener una nueva vida, la oportunidad de volver a vivir y combatir la delincuencia, pronto Jimmy se ve tentado por su vida pasada.

## Personajes

### Principales
- Robert Kazinsky como Jimmy Pritchard.[6][7]
- Dilshad Vadsaria como Mary Goodwin, hermana gemela de Otto, cofundador de Lookinglass.[7][8]
- Adhir Kalyan como Otto Goodwin, hermano gemelo de Mary, cofundador de Lookinglass.[7][9]
- Ciara Bravo como Gracie Pritchard, la hija de Duval y la nieta de Jimmy.[10]
- Tim DeKay como Duval Pritchard, el hijo de Jimmy, un agente del FBI.[11]
- Vanessa Lengies como Alexa, asistente de Mary.[7]

### Invitados
- Philip Baker Hall como el viejo Jimmy Pritchard[12]
- Amanda Detmer como Helen, la hija de Jimmy y la hermana de Duval.
- Scott Menville como Arthur (voz), la computadora de los Goodwins.
- Rod Hallett como Hart Watkins.
- Adan Canto como Connor Graff.

## Producción
El show fue recogido por Fox como una adición de último minuto a la alineación el 8 de mayo de 2015, titulada primero The Frankenstein Code, centrándose en Los Ángeles, antes de someterse a cambios de nombre a  Lookinglass en agosto y finalmente otra vez a Second Chance en noviembre; el lugar también fue cambiado a County King, Washington, también. En octubre, la orden original se redujo a una temporada de 11 episodios.

## Recepción
El programa fue recibido con una respuesta promedio de los críticos. En  Metacritic, tiene una calificación de 47/100 basada en 18 opiniones. En Rotten Tomatoes, tiene un índice de aprobación del 30% basado en 27 revisiones, con una calificación promedio de 4.2/10. El consenso de los críticos dice: "Second Chance tiene algunas ideas interesantes y la actuación de Robert Kazinsky pero no hay suficientes partes funcionales en lo que en última instancia es otra toma mediocre del mito de Frankenstein".